# Turá
Turá (Hongaars: Tőre) is een Slowaakse gemeente in de regio Nitra, en maakt deel uit van het district Levice.
Turá telt 240 inwoners.
De gemeente is tweetalig, de Hongaren vormen een belangrijke minderheid.